# 大麻二酚

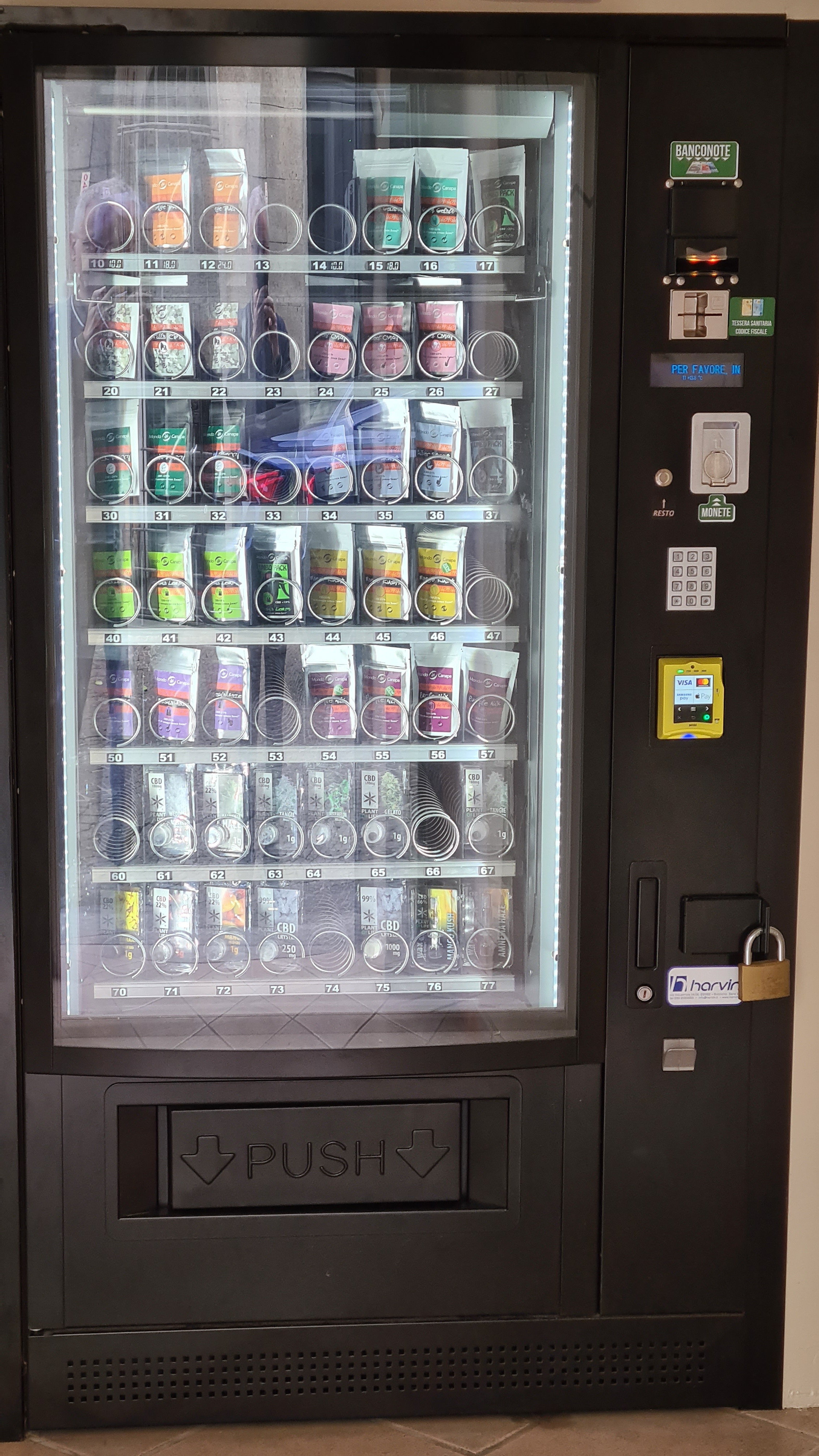
在意大利的大麻二酚產品銷售機（合法）

大麻二酚（英語：Cannabidiol，簡稱：CBD）是大麻百多種有效成分中最具醫療價值的一種，有放鬆身心、保護神經、改善皮膚發炎、抗氧化、舒緩皮膚敏感泛紅、為皮膚表層建立保護屏障、改善皮膚自我修復力；對恢復皮膚健康、舒緩皮膚問題的能力，可以治療濕疹等病。
大麻二酚是大麻主要的非精神科成分，有多種藥理作用，包括抗焦慮、抗精神病、止吐和抗炎特性。該綜述根據Web of Science，Scielo和Medline檢索的報告描述了廣泛濃度大麻二酚給藥的多項研究表明，大麻二酚在非轉化細胞中無毒性，不會誘發食物攝入變化，不會誘發全身僵硬症，不會影響生理參數（心率、血壓和體溫），不會影響胃腸道的轉運和不會改變精神運動或心理功能。
研究報告指出，長期使用高劑量（每天高達1.5克）的大麻二酚在人體內耐受性仍然良好。儘管大麻二酚與四氫大麻酚（THC）分子相似，大麻二酚僅在非常高劑量（四氫大麻酚的100倍）下才與大麻素受體互相有弱作用。另外，在大麻二酚中亦未察覺到如四氫大麻酚般會引起對人體思維和感知的改變。不同藥理學性質使大麻二酚與四氫大麻酚有完全不一樣的安全度。對二十五項關於生物多樣性公約內安全性和功效研究的綜述，並未發現大麻二酚於廣泛劑量範圍中使用多種給藥方式有顯著副作用，包括急性和慢性給藥方案。

## 管制
大麻二酚已在歐洲大部分地區和其他國家獲得安全性和功效批准，因此其新陳代謝、毒理學和安全度醫學訊息已頗完善。大部分國家會容忍含指定濃度以下的大麻二酚產品在國內販售，包括毒品管制較嚴格的泰國。

### 香港

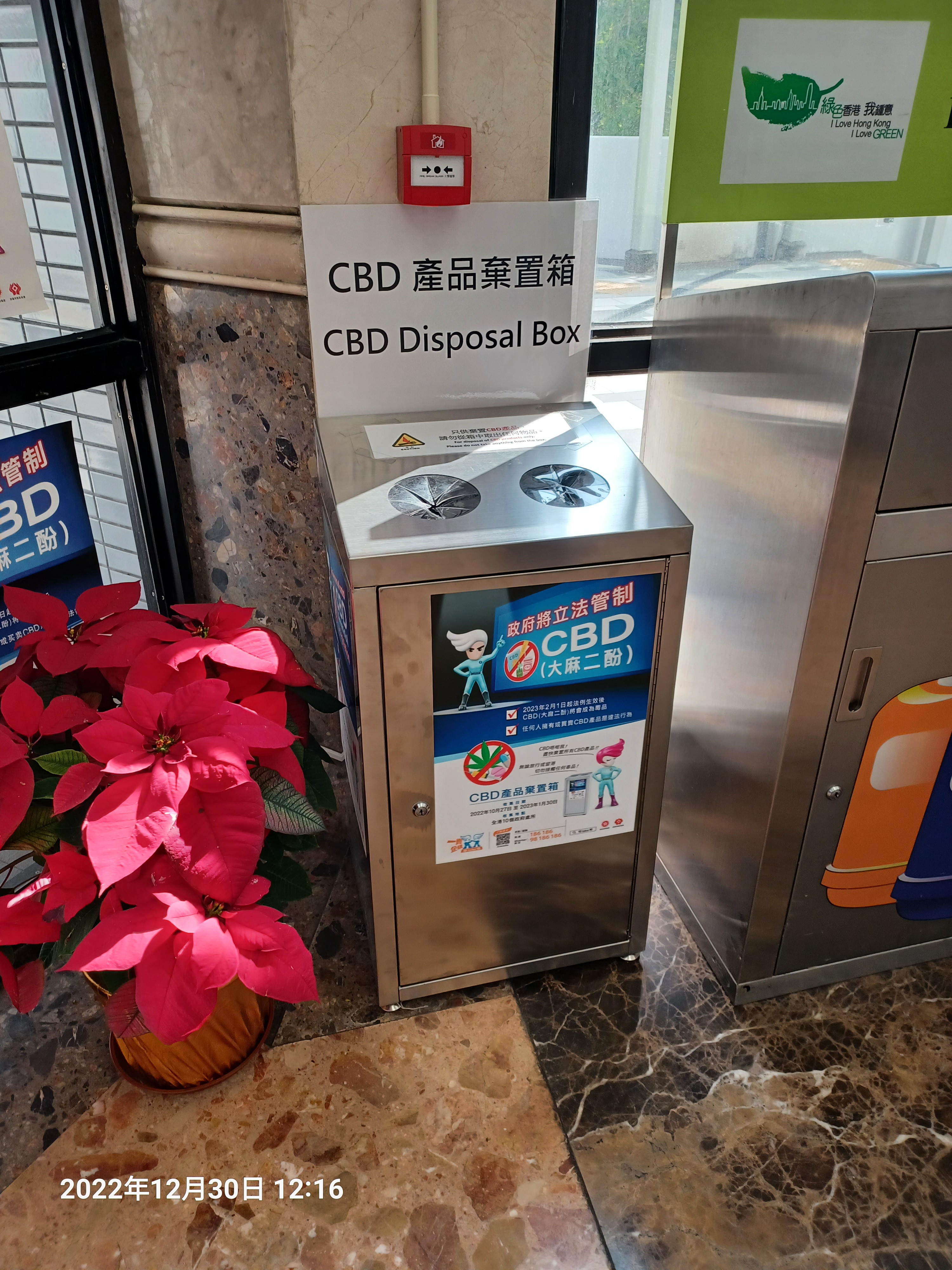
香港政府於十個政府合署設立大麻二酚產品棄置箱，讓香港市民能在2023年1月30日或以前往棄置箱棄置（屯門政府合署拍攝）

在2022年，香港特別行政區政府宣布會立法禁止在香港使用、管有或銷售大麻二酚，不論作任何用途即屬違法。香港政府表示，香港現行的法例及醫護人員守則禁止任何醫護人員使用大麻二酚作醫療用途，香港衞生署亦不會為大麻二酚產品發出任何許可證，而香港研究資助局亦禁止任何在香港使用大麻二酚的學術研究，由2023年2月1日起大麻二酚在香港被視為「危險藥物」並受香港《危險藥物條例》規管，香港成為全球首個全面禁止使用大麻二酚的地區。香港禁毒常務委員會主席李國棟醫生表示，極為微量THC即使由吸入方式進入人體已經引發嚴重不良反應，包括幻覺、心跳加速及器官衰竭，李國棟醫生又引述香港大學李嘉誠醫學院的研究，THC造成的上癮情況與海洛英等毒品無異，因此香港有禁絕大麻二酚的必要。而香港醫院藥劑師學會會長崔俊明更表示，將大麻二酚產品開封後放置約一至兩個月，就會產生在香港一直受禁制的四氫大麻酚。

### 中国大陆
大麻二酚于2024年9月1日起列入第二类易制毒化学品管理。